# Лучки (округа Ружомберок)
Лучки (словац. Lúčky) — село, громада округу Ружомберок, Жилінський край. Кадастрова площа громади — 21.85 км².
Населення 1743 особи (станом на 31 грудня 2018 року).

## Географія
Протікає річка Каламенянка.

## Історія
Лучки згадуються 1266 року.

## Населення
| Рік:            | 1994. | 2004.   | 2014.   | 2024.    |
| --------------- | ----- | ------- | ------- | -------- |
| Кількість осіб: | 1720  | 1736    | 1818    | 1576     |
| Різниця:        |       | +0,93 % | +4,72 % | -13,31 % |

| Рік:            | 2023. | 2024.   |
| --------------- | ----- | ------- |
| Кількість осіб: | 1597  | 1576    |
| Різниця:        |       | -1,31 % |